# Конрад I (король Бургундії)
Конрад I Тихий (*Conrad le Pacifique 922/925 —19 жовтня 993) — 2-й король об'єднаної Бургундії (Арелатського королівства) у 937—993 роках.

## Життєпис
Походив зі Старшого Дому Вельфів. Син Рудольфа II, короля Бургундії, та Берти Швабської. У 937 році після смерті батька стає новим королем, проте оскільки був малолітнім, регенткою стала його мати. Вона того ж року повторно вийшла заміж за  Гуго I, короля Італії. Той намагався захопити Бургундію у пасорбка, але спроба закінчилася невдачею. Втім лише після смерті Гуго Конрад I став одноосібним володарем Бургундії.
Наприкінці 950 року стало відомо, що італійський король Беренгар II переслідує сестру Конрада I Аделаїду, вдову короля Італії Лотаря II. Оттон I, король Східного Франкського королівства, оголосив, що має намір прийти до неї на допомогу. У вересні 951 року він переправився через Альпи і, не зустрівши ніякого опору, опанував всю Ломбардію. Вступивши до Павії, він відправив Аделаїді подарунки і пропозицію вийти за нього заміж. Аделаїда відповіла згодою, приїхала до Павії і обвінчалася з Оттоном I. В свою чергу Конрад I номінально визнав зверхність Оттона I.
Подальше правління Конрада I було мирним, за винятком короткого проміжку часу, коли в Бургундію одночасно вторглися араби і угорці. Король Бургундії зумів зіграти на їхніх протиріччях, після чого переміг у битві. Завдяки діям Конрада I, спрямованим на внутрішню політику, міста й графства королівства досягли значного розквіту.
Конрад I помер у В'єнні в 993 році Йому успадковував син Рудольф III.

## Родина
1 Дружина — Аделаїда Беллей
Діти:
- Гізела (д/н-1006), дружина Генріха II, герцога Баварії
- Конрад (д/н-966)

2 Дружина — Матільда, донька Людовика IV, короля Західно-Франкського королівства
Діти:
- Рудольф (д/н-1032), король Бургундії у 993—1032 роках
- Берта (967—1016), дружина Роберта II, короля Франції
- Герберга (965-д/н), дружина Германа II, герцога Швабії
- Матільда (969-д/н), дружина Роберта, графа Женеви

3. Коханка — Альдіуда
Діти:
- Бурхард (д/н-1033), архієпископ Ліону